# جيرت ميتز
جيرت ميتز (بالألمانية: Gert Metz)‏ هو عداء سريع ألماني، ولد في 7 فبراير 1942 في ماينتس في ألمانيا.

## وصلات خارجية
- جيرت ميتز على موقع أوليمبيديا (الإنجليزية)